# Хирдалан
Хирдалан (азер. Xırdalan) је град и истоимена општина у источном делу Азербејџана. Према подацима из 2013. године у граду је живело 94.600 становника, а површина града је 47 km²
Влада Азербејџана је 29. новембра 2006. Хирдалану доделила статус града.
У граду се налази највећа азербејџанска пивара Baltika Baku. 2007. године је подигнут споменик тадашњем египатском председнику Хосни Мубараку. Током египатске револуције 2011. године и свргавање са власти Хосни Мубарака, азербејџанска опозиција, је тражила демолирање споменика.